# 農業經濟學
農業經濟學（英語：agricultural economics），簡稱農經學，是一門關注農業生產及糧食分配的應用經濟學。農經學關注土地利用，著重於最大限度地提高作物產量，同時保持良好的土壤生態系統。整個20世紀，紀律擴大，現行的學科範圍更廣泛。今天的農業經濟學包括各種應用領域，與傳統經濟學有很大的重疊。農業經濟學家為經濟學、計量經濟學、發展經濟學、和環境經濟學研究做出了重大貢獻。農業經濟學影響了食品政策、農業政策以及環境政策。

## 起源

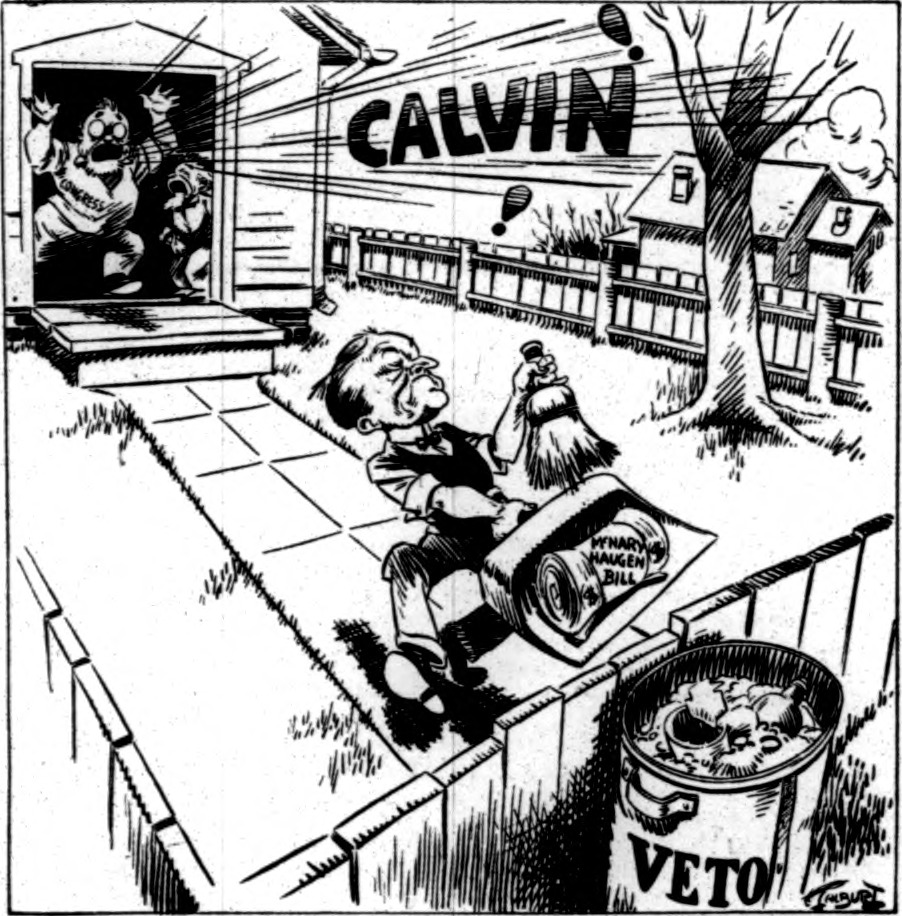
漫畫展示美國總統卡尔文·柯立芝準備將McNary-Haugen農場救濟條例草案丟進標有“VETO（否決）”的垃圾桶裡。

經濟學被定義為稀缺資源配置研究。 農業經濟學或應用經濟學方法來優化農業生產者的決策，在20世紀初變得越來越突出。 農業經濟學領域可以追溯到土地經濟學領域。  亨利·查爾斯·泰勒是1909年威斯康星州農業經濟系成立的最大貢獻者。
另一位貢獻者，1979年諾貝爾經濟獎獲得者西奧多·舒爾茨, 是第一個使用發展經濟學作為與農業直接相關的問題。舒爾茨也有助於建立計量經濟學作為經驗分析農業經濟學的工具; 他在1956年的具有里程碑意義的文章中指出，農業供給分析是植根於“轉移沙漠”的，這意味著它是完全沒有正確的。
一位學者總結了農業經濟發展情況如下：
農業經濟學在19世紀後期出現，將公司理論與營銷和組織理論結合起來，並在整個20世紀大發展成為一般經濟學的實證分支。該學科與數學統計的實證應用密切相關，對計量經濟學方法做出了早期和重要的貢獻。20世紀60年代以後，隨著經合組織國家農業部門的收縮，農業經濟學家被吸引到貧窮國家的發展問題，農業在富國的貿易和宏觀經濟政策影響以及各種生產，消費和環境和資源問題。
農業經濟學家對經濟領域做出了許多眾所周知的貢獻，例如蛛網理論、 喜樂回歸定價模型、新技術和擴散模型（茲維·格里利克斯）， 多因素生產力和效率理論與測量，和隨機係數回歸。 農業部門經常被認為是完全竞争經濟模式的典範。
在亞洲，農業經濟學於1919年由菲律賓洛桑巴尼斯農業經濟學院首先提供。如今，農業經濟學領域已經轉變為一個更加整合的學科，涵蓋農場管理和生產經濟學、農村金融和機構、農業銷售和價格、農業政策與發展、糧食和營養經濟學以及環境和自然資源經濟學。
20世紀70年代以來，據農業環境與資源學者介紹，農業經濟學主要集中在七個主題：風險和不確定性、食品和消費經濟學、價格和收入、市場結構、貿易和發展、技術變革和人力資本。

## 農業經濟學專題

### 農業環境和自然資源
在环境经济学领域，农业经济学家在三个主要领域做出了贡献：设计激励措施来控制环境外部效应（例如农业生产造成的水污染）；估算自然资源和环境舒适性的非市场价值（例如迷人的乡村景观）；以及经济活动与环境影响之间的复杂相互关系。在自然资源方面，农业经济学家已经开发了定量工具，以改善土地管理、防止侵蚀、防治害虫、保护生物多样性以及预防牲畜疾病。

### 食品与消费经济学
曾经，农业经济学领域主要聚焦于农场层级的问题上，但近年来，农业经济学家研究了与食品消费经济学有关的各种主题。除了经济学家长期强调的价格和收入的影响外，该领域的研究者还研究了信息和质量属性如何影响消费者行为。农业经济学家还对包括理解农户如何在购买食物与在家准备食物之间做出选择、食品价格如何确定、贫困线的定义、消费者如何以一致的方式对价格和收入变化作出反应以及理解消费者偏好的调查和实验工具在内的广泛主题作出贡献。

### 生產經濟和農場管理
農業經濟研究已經解決了農業生產的收益遞減以及農民的成本和供給的反應。 許多研究將經濟理論應用於農業層面的決策。 對不確定性風險和決策的研究具有實際應用於作物保險政策的現實應用，並了解發展中國家的農民如何選擇技術採用。 這些議題對於了解世界不斷增長的人口生產足夠食物的前景非常重要，在新的資源和環境挑戰如水資源短缺和全球氣候變化的影響下。

### 發展經濟學
發展經濟學普遍關心低收入國家生活條件的改善，以及低收入國家經濟績效的提高。 由於農業是大多數發展中經濟體的很大一部分，無論是在就業和國內生產總值的份額上，農業經濟學家一直處於發展經濟學實證研究的前沿，有助於我們了解農業在經濟發展，經濟增長和結構中的作用 轉型。 許多農業經濟學家對發展中經濟體的糧食系統，農業與營養之間的聯繫以及農業與自然環境等其他領域的互動方式感興趣。

## 農業經濟學職業
農業和應用經濟部門的畢業生在許多經濟領域找到工作：農業管理，農業企業，商品市場，教育，金融部門，政府，自然資源和環境管理，房地產和公共關係。 農業經濟學的工作要求至少具有學士學位，現場的研究生需要研究生水平的培訓。喬治城教育和勞動力中心2011年的一項研究指出，在就業能力方面，農業經濟學在171個領域中排名第八。

## 概要
1909年 威斯康辛大學農業經濟系為全美第一個把經濟應用在農業的學系，當時的系主任Henry Charles Taylor 人稱為農業經濟之父，為日後農業經濟研究奠定了基礎。 另外一個對此領域有極大的貢獻的是西奧多·威廉·舒爾茨 畢業於威斯康辛大學農業經濟學系後在芝加哥大學任教 在1979年獲得諾貝爾經濟學獎 他的成就在於發展經濟上的研究
農業經濟學是以經濟學理論為基礎，來研究農產品生產與消費的一門學科。傳統上，以農業、林業、畜牧業、漁業的生產、運銷、消費為主要研究對象。延伸的研究對象則包括土地利用、農民所得、糧食安全等。農經相對於一般研究工商業經濟現象的經濟學，特點在於作物生產的變因極多，會受到自然環境與生物體生理的影響，無法如工業產品量產，又農產品係為生物加工品，會有腐壞的現象，因此農業經濟學自經濟學拉出作為獨立學門，有其重要之處。
近年來，隨著消費者意識的抬頭，與環境議題日漸受到重視，食品安全、環境保護等領域亦被納入農業經濟學的研究議題。

## 專業協會
國際農業經濟學家協會（IAAE）是全球專業協會，每三年舉行一次大型會議，並出版《農業經濟學》（Agricultural Economics）期刊。還有歐洲農業經濟學家協會（EAAE），非洲農業經濟學家協會（AAAE）和澳大利亞農業和資源經濟學會。国际粮食政策研究所在国际上从事农业经济学方面的大量工作。
在美國，主要的專業協會是農業與應用經濟學會（AAEA），該協會每年舉行一次年會，並且還聯合發起聯合社會科學學會（ASSA）的年會。 AAEA出版《美国农业经济期刊》和《应用经济观点与政策》。

## 研究內容

### 農產品的運銷
農產品的運銷，依其職能可分為分配職能、物理職能、輔助職能三大類，此三類底下又可分為十細項，如下：
- 分配職能（allocative functions）
  - 集貨
  - 銷售
- 物理職能（physical functions）
  - 加工
  - 運輸
  - 儲藏
- 輔助職能（facilitating function）
  - 分級
  - 包裝
  - 資金通融
  - 風險承擔
  - 市場訊息流通

### 農產品的價格
與一般的工業產品不同，農產品具有以下特性：
- 是必需品
- 不易保存
- 受季節、氣候等因素影響甚劇

由於農產品的這些特性，使得農產品在供給與需求上有許多與一般商品不同之處。而農產品價格的穩定，對國家整體經濟的安定具有很大程度的影響。因此，對農產品價格的研究是為農業經濟學中十分重要的一部分。

### 農業政策
除了經濟因素外，從國家安全方面來考量，維持一定的糧食自給率亦是重要課題。因此，國家政策如何在經濟利益、生態保育、國家安全等各個面向間取得平衡，也是農業經濟學研究的重要主題之一。

## 著名學者
- 李登輝
- 陳武雄
- 陳希煌

## 相關學科
- 土地經濟學
- 環境經濟學
- 生態經濟學